# Anua feminicolorata
Anua feminicolorata är en fjärilsart som beskrevs av Embrik Strand 1913. Anua feminicolorata ingår i släktet Anua och familjen nattflyn. Inga underarter finns listade i Catalogue of Life.